# Gerhard Zadrobilek
Gerhard Zadrobilek (Breitenfurt, 23 de junio de 1961) es un deportista austríaco que compitió en ciclismo de montaña en la disciplina de campo a través. Ganó una medalla de plata en el Campeonato Europeo de Ciclismo de Montaña de 1992.

## Palmarés

### Ciclismo de montaña
| Campeonato Europeo | Campeonato Europeo   | Campeonato Europeo | Campeonato Europeo |
| Año                | Lugar                | Medalla            | Competición        |
| ------------------ | -------------------- | ------------------ | ------------------ |
| 1992               | Möllbrücke (Austria) | Medalla de plata   | Campo a través     |

### Ciclismo en ruta
1981 (como amateur)
- Vuelta a Austria

1987
- Giro del Veneto

1989
- Clásica San Sebastián

## Resultados en las grandes vueltas
| Carrera         | 1982 | 1983 | 1984 | 1985 | 1986 | 1987 | 1988 | 1989 | 1990 |
| --------------- | ---- | ---- | ---- | ---- | ---- | ---- | ---- | ---- | ---- |
| Giro de Italia  | —    | 62.º | 77.º | 18.º | —    | —    | —    | 63.º | —    |
| Tour de Francia | —    | —    | —    | —    | —    | 14.º | 21.º | 60.º | —    |
| Vuelta a España | 69.º | —    | —    | —    | —    | —    | —    | —    | 84.º |
| Mundial en Ruta | —    | 13.º | —    | —    | 43.º | 29.º | —    | 29.º | —    |

| —: No participó | Ab: Abandono |